# コフィー・アナン
コフィー・アッタ・アナン（英: Kofi Atta Annan、1938年4月8日 - 2018年8月18日）は、第7代国際連合事務総長（1997年1月 - 2006年12月）。ガーナ共和国アシャンティ州クマシ出身。称号は聖マイケル・聖ジョージ勲章（GCMG）。英語、フランス語、クル語、アカン語、他のアフリカ諸言語を話す。
国連事務総長在任中の2001年にノーベル平和賞を受賞した。

## 経歴
アナンはイギリス領ゴールド・コースト、クマシにて双子として生まれた。ガーナにおいて双子は大切にされている。アナンの双子の姉であるエフアは、1991年に亡くなっている。共通のミドルネームである「アッタ」は、ファンテ語およびアカン語で「双子」を意味する。アナンの祖父と叔父は部族の長であり、国のエリートの一員である。

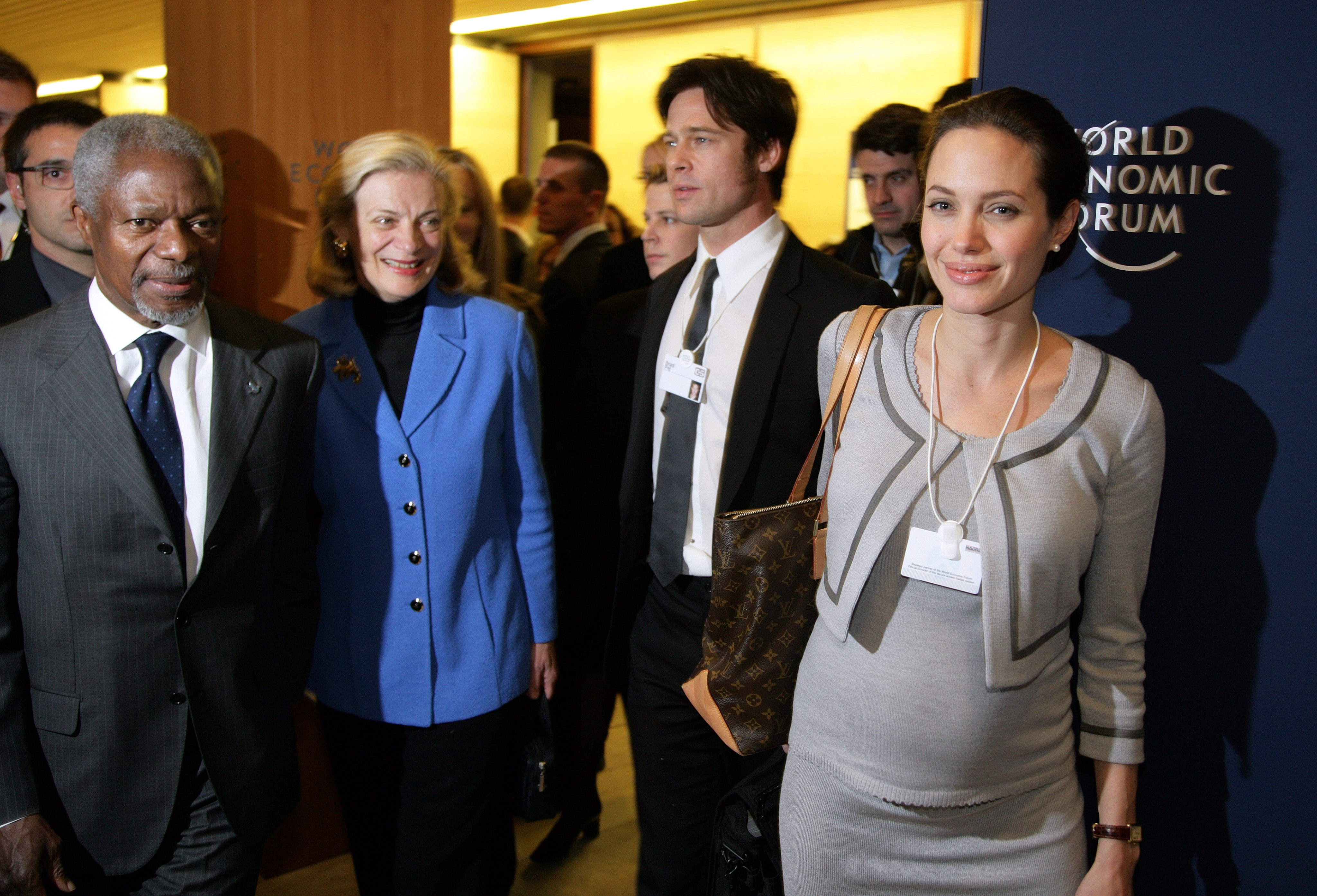
世界経済フォーラムにて、ブラッド・ピット、アンジェリーナ・ジョリーらとともに（2006年）

1958年、クワメ・エンクルマ科学技術大学（経済学専攻）を卒業後に渡米、1961年、米マカレスター大学（ミネソタ州セントポール）経済学部を卒業する。1961年から1962年まで国際・開発研究大学院 留学（経済学専攻）。1971-72年、米マサチューセッツ工科大学MITスローン・スクール（MBA取得）、科学修士 (M.S.) 取得。
1962年、世界保健機関(WHO)の行政・予算担当官として国連入り。国連アフリカ経済委員会、イスマイリアの国連緊急軍（UNEF）、国連難民高等弁務官事務所（UNHCR）に勤務する。一旦ガーナに帰国し、1974年から3年間、ガーナ観光振興会社常務取締役を務めた。
1980年にUNHCR人事部長となり、1984年に国連本部の財務部予算部長、1987年に人事管理担当事務次長補兼国連システム安全保障調整官、1990年に財務官兼計画立案・予算・財政担当事務次長補を歴任する。1990年にはイラクのクウェート侵攻を受け、事務総長から特別の任務として、900人を超える国連職員の帰還と、イラクで人質となった西側諸国の人々の釈放を促進するよう要請された。その後、人道援助物資購入のための原油販売に関しイラク側と交渉する初の国連代表団の指揮を取った。
1992年、PKO担当国連事務次長補、1993年から1996年までPKO担当国連事務次長を務める。1995年11月から1996年3月にかけては、旧ユーゴスラビア担当国連事務総長特別代表として、ボスニア・ヘルツェゴビナにおける国際連合保護軍（UNPROFOR）から北大西洋条約機構（NATO）主導の和平履行部隊（IFOR）への部隊引継ぎを監督した。
1997年1月1日、国連職員から選出された最初の事務総長として就任した。2年後には国連グローバル・コンパクトも提唱。

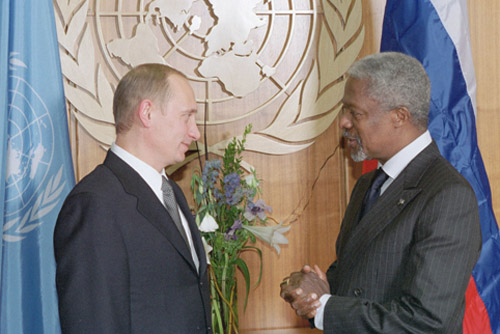
ロシア連邦大統領（当時）のウラジーミル・プーチン（左）と2001年11月16日

2001年には国際連合とともにノーベル平和賞を受賞した。
2004年、アナンは国連の事務総長としては初めて来日し、当時の天皇明仁と会談し、日本で初の議会演説（外部リンク参照）を行って、日本の対イラク支援政策や自衛隊のイラク派遣を高く評価するとともに、北朝鮮による日本人拉致問題にも言及した。また国連憲章の敵国条項についても「時代遅れ」との認識で一致した。
2005年、アメリカ大統領ジョージ・W・ブッシュの提案を受けて国連民主主義基金を設置。
2006年12月に国連事務総長を引退した。アナンはその際スピーチで近年の国連を無視するアメリカの覇権主義的行動を批判し、アメリカが国連を重視した多国間主義に回帰することを望む声明を発表した。
2009年5月よりコロンビア大学国際公共政策大学院のグローバル・フェローおよびコミッティー・オン・グローバル・ソート のフェローに就任した。
640億ドルにのぼるイラクの石油食料交換プログラムに関する国連の大規模な不正疑惑により、政治生命が危機にさらされた。これに関しては、アナンの長男であるコジョ・アナンがこの人道援助にかかわったスイス企業から退社後も不透明な給与を受けていたことが発覚している。
2012年2月には、国連とアラブ連盟から反体制派への弾圧が続くシリアへの合同特使に任命された。
2018年8月18日にスイス・ベルンで死去。80歳没。9月13日にガーナで国葬が行われた。

## 顕彰
- 1995年5月14日 - 中央大学(日本)名誉博士
- 2001年 - ノーベル平和賞
- 2002年10月14日 - 浙江大学名誉博士
- 2006年5月18日 - 東京大学名誉博士
- 2007年
  - 春 - 旭日大綬章
  - 5月24日 - ウプサラ大学名誉学員

## 家族
現在の妻はスウェーデン出身の弁護士で芸術家のナーネ・アナン（ヴァレンベリ家）。ナーネはスウェーデンで第二次世界大戦中にユダヤ人を救ったラウル・ワレンバーグの大姪にあたる。先妻との間に2人の子供がいる。又従兄弟にガーナ代表のサッカー選手アンソニー・アナンがいる。

### 国会演説全文
- 自由民主党「国会トピックス」（邦訳）
- 国際連合 "Latest Statements"（原文）

| 外交職                             | 外交職                                  | 外交職         |
| ---------------------------------- | --------------------------------------- | -------------- |
| 先代 ブトロス・ブトロス＝ガーリ () | 国際連合事務総長 第7代：1997年 - 2006年 | 次代 潘基文 () |